# 540-е годы до н. э.
540-е (пятьсо́т сороковы́е) го́ды до на́шей э́ры по пролептическому юлианскому календарю — промежуток времени с 1 января 549 года до н. э. по 31 декабря 540 года до н. э., включающий с 549 по 541 годы 6-го десятилетия  и 540 год 7-го десятилетия VI века 1-го тысячелетия до н. э. Им предшествовали 550-е годы до н. э., за ними следовали 530-е годы до н. э. Они закончились 2565 лет назад.

## Важнейшие события

### 550 до н. э.
- 550 — Строительство храма Геры в Посидонии на тирренском побережье Италии, колонии Сибариса.
- 550—515 — Царь Спарты из рода Эврипонтидов Аристон. Трижды женат.
- 550 — Союз Спарты с Тегеей.
- 550 — Кипр превращается в египетского данника.
- Покорение Мидии персами.
- 550 — Победа персов над мидянами. Взятие Киром Экбатан и пленение Астиага. Кир покоряет Мидию.
- 550—548 — Кир I подчиняет Парфию и Гирканию.
- Построен Храм Артемиды Эфесской

### 549 до н. э.
- Набонид завоёвывает Тейму в Северной Аравии и переносит туда свою резиденцию. Правителем Вавилона остаётся Валтасар (Белшаррусур), сын Набонида.

### 548 до н. э.
- Сожжение храма Аполлона в Дельфах.

### 547 до н. э.
- 547 — Победа спартанцев над афинянами в битве при Танагре в Беотии.
- 547 — Вавилония, Египет, Лидия, Спарта и Самос образуют союз против Кира Персидского.
- Покорение персидским царём Киром II Армении и Каппадокии
- Битва при Птерии
- Анаксимандр пишет трактат «О природе», первое научное произведение, написанное прозой.

### 546 до н. э.
- Писистрат возвращается в Афины.
- Кир II, покоряет Лидийское царство и подчиняет азиатских греков Персии.
- Поход персов на Лидию. Разгром лидийцев. Взятие Сард. Пленение Крёза.
- Война Крёза с Киром. Фалес помогает Крёзу перейти Галис. Взятие Сард Киром. Смерть Фалеса и Анаксимандра. Акме Анаксимена.
- Покорение персами греческих городов в Малой Азии.
- Начало странствований Пифагора (566—509) на Востоке.
- Биант из Приены (ок.590-530), сын Тевтама, один из Семи мудрецов, пытался убедить ионийцев переселиться на Ихнуссу (Сардинию).
- В Афинах построен первый водопровод.

### 545 до н. э.
- (545—539) Захват персами Средней Азии.
- 545 — После захвата Теоса персами поэт Анакреонт отправился в колонию Теоса Абдеру во Фракии, где сражался с фракийцами.

### 544 до н. э.
- 59-е Олимпийские игры.
- Между 544-40 — Акме Ферекида Сиросского. Пифагор — его ученик.

### 543 до н. э.
- 543 — «Очищение» Делоса Писистратом.
- 543 — Фокейцы покинули свой город, захваченный персами. Они переселяются в Элею (к югу от Посидонии).
- 543—491 — Царь Магадхи Бимбисара. Завоевание Ангу.
- 543 — Основание Коломбо на Цейлоне.

### 541 до н. э.
- Писистрат, поддержанный Фивами и Аргосом, вернулся в Афины, победил противников и восстановил тиранию.